# Ilie Dumitrescu
Ilie Dumitrescu, född 6 januari 1969 i Bukarest, Rumänien, är en rumänsk fotbollstränare och före detta fotbollsspelare.
Under 62 landskamper för Rumänien mellan 1989 och 1998 gjorde Dumitrescu 20 mål. Han utgjorde, tillsammans med Gheorghe Hagi och Florin Răducioiu, det rumänska anfallet vid VM 1994 och gjorde två mål under turneringen. I klubblagssammanhang tillbringade han en stor del av sin karriär i FC Steaua Bukarest där han mellan 1986 och 1994 spelade 165 ligamatcher och gjorde 71 ligamål. 1993 vann han skytteligan i den rumänska ligan. Efter USA-VM 1994 påbörjade han en proffskarriär utanför Rumänien där han bland annat spelade i England (Tottenham och West Ham) och Spanien (Sevilla FC) innan han avslutade spelarkarriären i moderklubben Steaua Bukarest 1998. Dumitrescu är även känd för att ha "svarat" med en spottloska vid en dispyt med Thomas Ravelli under kvartsfinalen i fotbolls VM-94.